# Anita Gillette
Anita Gillette (Baltimore, Maryland, 16 de Agosto de 1936) é uma actriz norte-americana, mais notável por seu trabalho na Broadway e como celebridade convidada em vários game shows.
Gillette nasceu Anita Luebben em Baltimore, Maryland, a filha de Juanita (nascida Wayland) e John Alfred Luebben. Criada na suburbana Rossville, formou-se na Escola Secundária Kenwood. Gillette estudou no Conservatório de Peabody e fez sua estreia na Broadway em Gypsy:A Musical Fable em 1959, ao lado de Patti luPone. Créditos adicionais da Broadway incluem Carnival!, All American, Mr. President, Kelly, Jimmy, Guys and Dolls, Don't Drink the Water, Cabaret, They're Playing Our Song, Brighton Beach Memoirs, e Chapter II, para o qual ela foi nomeada para o Tony Award de Melhor Actriz em uma Peça Teatral. Ela recebeu o Prémio Mundial do Teatro de 1960 por sua actuação em Russell Patterson's Sketchbook.